# Sztukateria

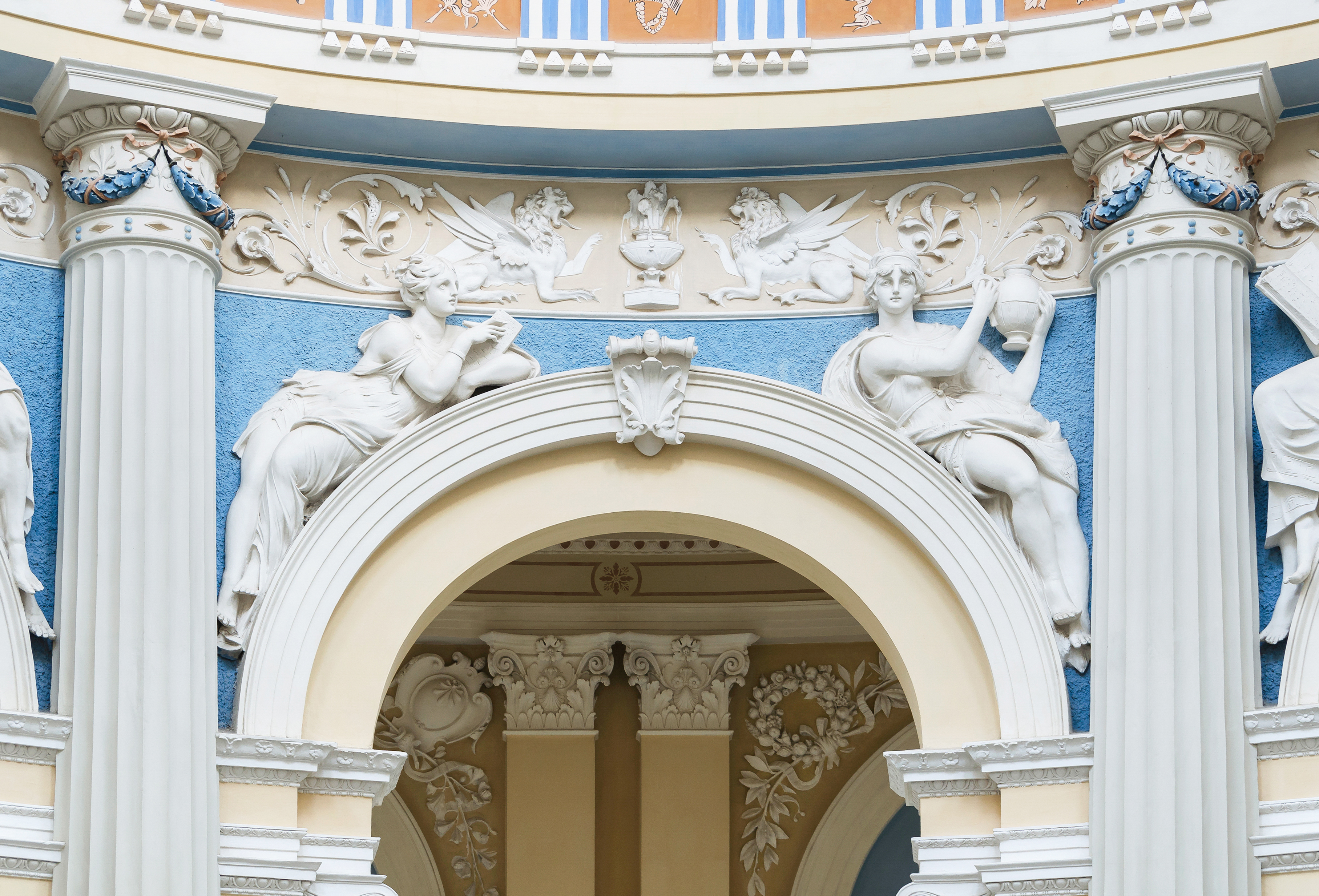
Sztukaterie w zakładzie przyrodoleczniczym „Wojciech” w Lądku-Zdroju

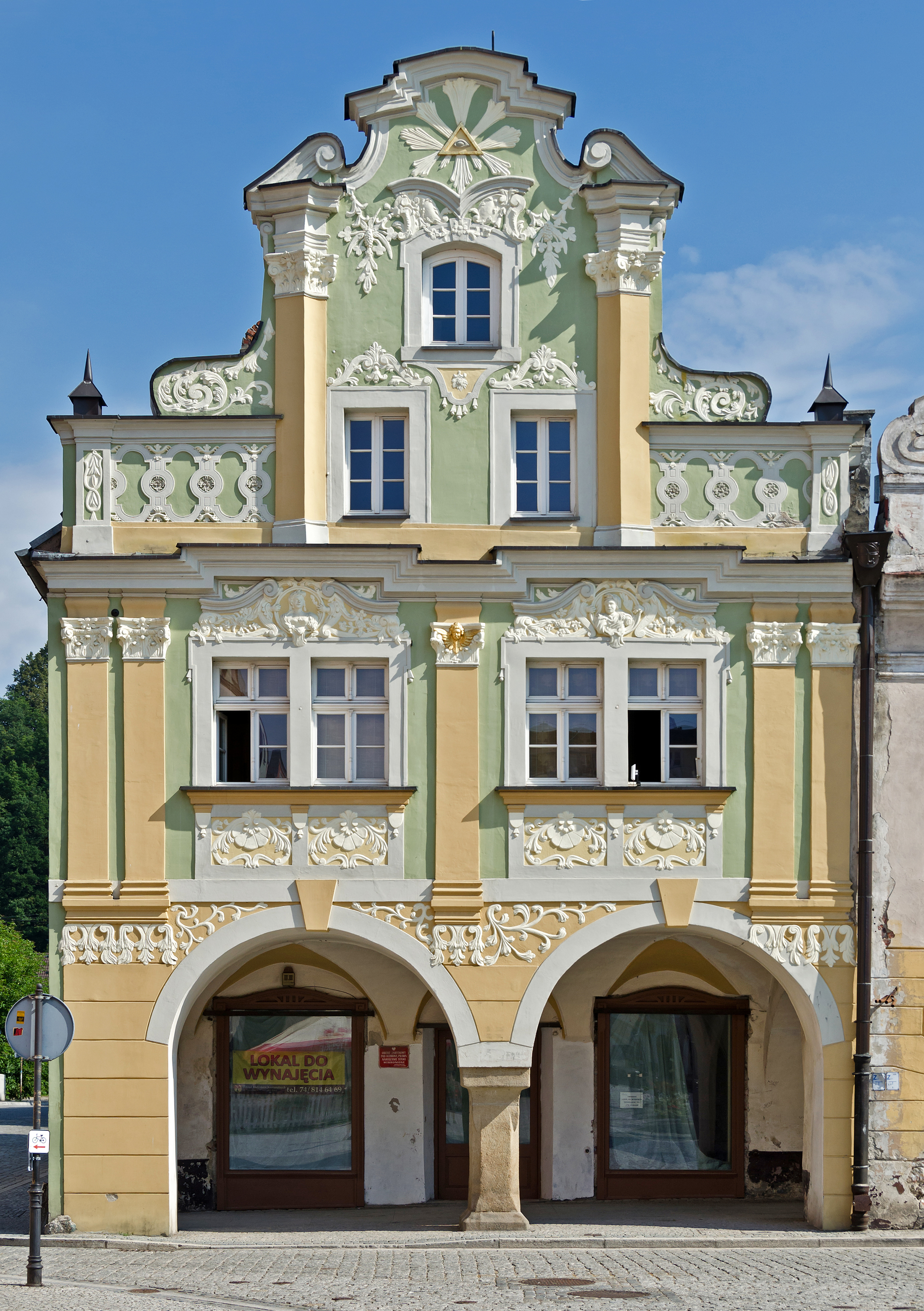
Sztukaterie na fasadzie kamienicy

Sztukateria – stiuki i inne elementy dekoracyjne (np. putta, ornamenty, gzymsy wewnątrz pomieszczeń) wykonane z gipsu lub żywicy poliestrowej, często odlewane i montowane do podłoża (do ścian, sufitów). Stosowane w architekturze od starożytności, upowszechniły się w okresie renesansu i baroku.
W chwili obecnej często zastępowane są elementami wykonanymi ze styropianu z naniesioną powłoka zabezpieczającą. Istnieją dwie metody nakładania warstwy zewnętrznej, tj.:
- metoda ciągniona – styropianowy kształt jest przeciągany pod odpowiednią formatką z jednoczesnym nałożeniem masy kwarcowej; ta metoda zapewnia wysoką ostrość krawędzi, co wpływa na jakość produktu końcowego,
- metoda natryskowa – ręczne natryskiwanie masy akrylowej; ten sposób nie gwarantuje jednakowej grubości listwy oraz krawędzie są bardziej „zlane”; metoda stosowana najczęściej przy produktach niewymiarowych lub niepowtarzalnych.

Sztukaterię można podzielić ze względu na zastosowanie. Wyróżnia się sztukaterię elewacyjną oraz wewnętrzną, do której zaliczają się listwy przysufitowe, ścienne, przypodłogowe oraz rozety i ramy (obrazów, luster itp.).